# Cambio climático en Bangladés

Predicción de Köppen para 2071-2100.

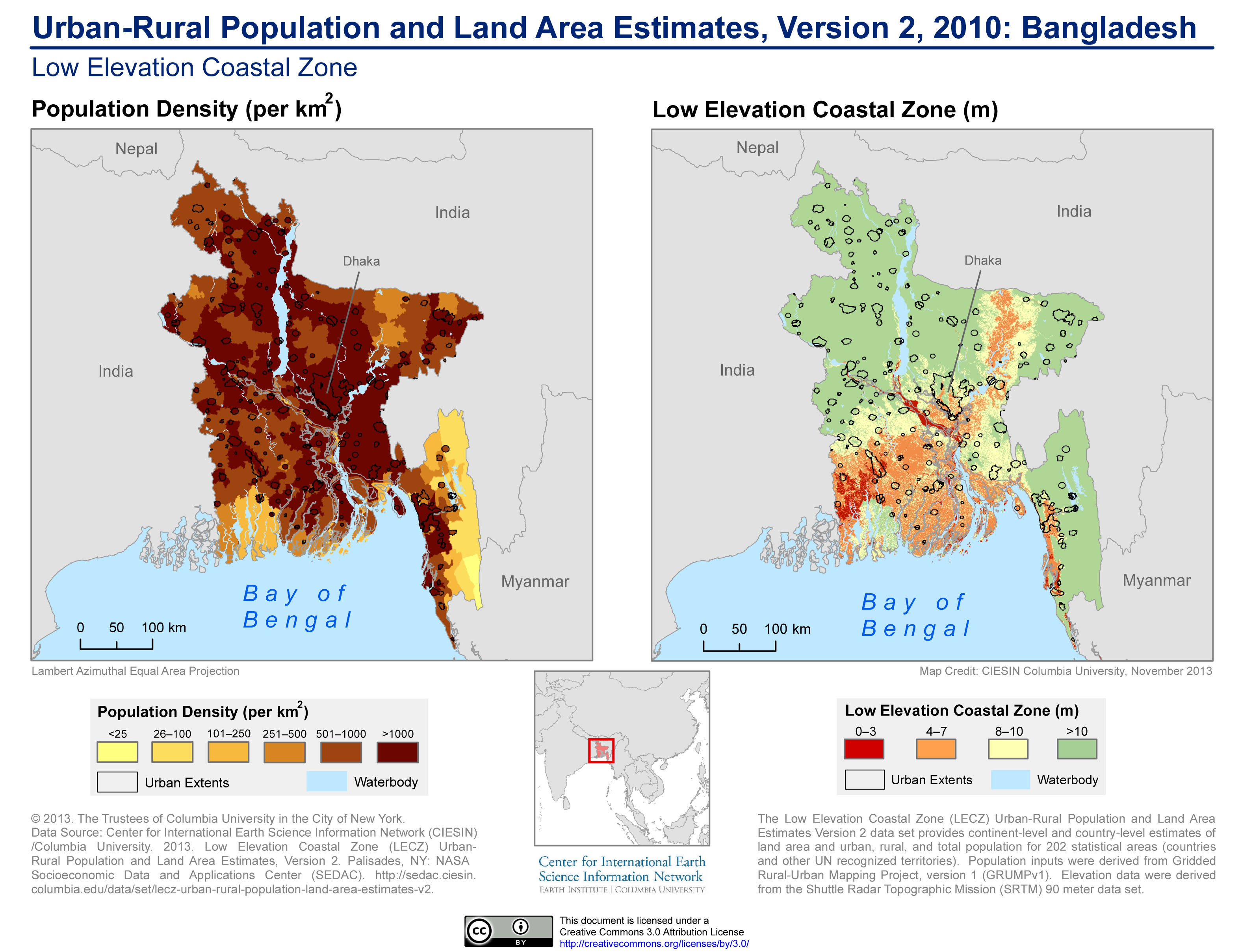

Según National Geographic, Bangladés es una de las naciones más vulnerables a los impactos del cambio climático.
Bangladés yace en el fondo de las cuencas del Ganges, el Brahmaputra, y el Meghna. Bangladés es regado por un total de 57 ríos transfronterizos: 54 de la vecina India y tres de Myanmar. El país, que no tiene control de los flujos y volúmenes de agua, drena al Golfo de Bengala. Junto con el alto nivel de pobreza generalizada y el aumento de la densidad de la población, la capacidad de adaptación limitada, y una administración local pobremente financiada y poco eficaz han hecho de la región una de las más adversamente afectadas en el planeta. Hay un estimado de 1000 personas en cada kilómetro cuadrado, con la población nacional aumentando por 2 millones de personas cada año. Casi la mitad de la población está en situación de pobreza (definida como paridad de poder adquisitivo de US$ 1.25 por persona por día). La población carece de los recursos necesarios para responder a los desastres naturales, ya que el gobierno no puede ayudarlos.
En la edición del 2017 del índice de riesgo climático de Germanwatch, Bangladés fue juzgado como el sexto país más golpeado por las calamidades climáticas de 180 Naciones durante el período 1996–2015.

## Efectos
Se proyecta que, por 2020, de 500 a 750 millones de personas se verán afectadas por el estrés hídrico causado por el cambio climático en todo el mundo. Las regiones costeras bajas, como Bangladés, son vulnerables al aumento del nivel del mar y al aumento de la ocurrencia de condiciones climáticas intensas y extremas, como los ciclones del 2007 y 2009, así como el derretimiento del hielo polar. En la mayoría de países como Bangladés, los rendimientos de la agricultura alimentada podrían reducirse al 50 por ciento por 2020. Para un país con creciente población y hambre, esto tendrá un efecto adverso en la seguridad alimentaria. Aunque los efectos del cambio climático son muy variables, por 2030, el sureste de Asia podría perder el 10 por ciento de los rendimientos de arroz y maíz, mientras que los estados vecinos como Pakistán podrían experimentar una reducción del 50 por ciento en el rendimiento de los cultivos.
Como resultado de todo esto, Bangladés necesitaría prepararse para la adaptación a largo plazo, lo cual podría ser tan drástico como cambiar las fechas de siembra debido a variaciones estacionales, introduciendo diferentes variedades y especies, a la práctica de nuevos sistemas de abastecimiento de agua y riego.

### Alimentaria
Con una población más grande que enfrenta pérdidas en las tierras arables, el cambio climático representa un riesgo agudo para la población ya desnutrida de Bangladés. Aunque el país ha logrado aumentar su producción de arroz desde el nacimiento de la nación —de 10 toneladas métricas (TM) a más de 30 TM—, alrededor del 30 por ciento de la población sigue desnutrida. Ahora se riegan más de 5 millones de hectáreas de tierra, casi cuadruplicadas que en 1990. Aunque las variedades de arroz modernas se han introducido en tres cuartos del área total de la irrigación del arroz, el cambio repentino en aumento de la población está colocando tensiones en la producción. El cambio climático amenaza la economía agrícola, que, aunque cuenta con sólo el 20 por ciento del PIB, contribuye a más de la mitad de la fuerza laboral. En 2007, después de una serie de inundaciones y el ciclón Sidr, la seguridad alimentaria fue gravemente amenazada. Dados los mecanismos de infraestructura y respuesta ante desastres del país, los rendimientos de los cultivos empeoraron. La pérdida de producción de arroz se estimó en alrededor de 2 millones de toneladas métricas (TM), que potencialmente podrían alimentar a 10 millones de personas. Éste era el único catalizador más importante de los aumentos del precio en el 2008, que condujo a alrededor 15 millones de personas que estuvieran sin mucho alimento. Esto fue empeorado aún más por el ciclón Allia.

#### Políticas nacionales e internacionales
Dadas las frecuentes catástrofes basadas en el cambio climático, Bangladés necesita mejorar la seguridad alimentaria. La organización de la alimentación y la agricultura (FAO) apoyó esta política a través del "programa nacional de fortalecimiento de la capacidad de la política alimentaria" (NFPCSP). También hay una iniciativa para el inicio de un "plan de inversión de seguridad alimentaria en el país" que permita que el país asegure alrededor de US$ 52 millones bajo el "Programa Mundial de seguridad agrícola y alimentaria" (GAFSP), convirtiéndolo en el primer destinatario de Asia. Es necesario más trabajo y una mejor implementación del gobierno para que las actividades alcancen resultados fructíferos. Ya 11 ministerios y organismos gubernamentales participan en este esfuerzo integrado. Después del "plan de terraplén costero del Este de Pakistán" (CEP) a mediados del siglo XX, Bangladés ha empezado a trabajar recientemente en un "plan maestro para el sur". La zona costera del sur es vulnerable a los efectos nocivos del clima global. Se amenazan los cultivos, el ganado y la pesca del delta meridional. Hay planes para un puente multiuso de US$ 3 billones llamado "Padma" para transformar el sector agrícola en la región. El Gobierno estima un aumento del PIB de alrededor del dos por ciento como resultado del proyecto.
En un esfuerzo por alcanzar el estatus de país de ingresos medios al 2021, el gobierno se centra en aumentar la producción agrícola, la productividad, las técnicas de gestión del agua, la infraestructura de aguas superficiales, la irrigación, la pesca y la promoción de las aves de corral y el desarrollo lechero. Los biocarburos encajan en este escenario proporcionando energía para la agricultura. En 2006, el Ministerio de agricultura proporcionó un subsidio del 30 por ciento al diésel para la irrigación de la energía para la agricultura, proponiendo además un desembolso de 7750 millones de BDT para ayudar a casi un millón de granjeros con el combustible.

## Políticas de mitigación
Bangladés pierde tierra al aumento de los niveles del mar, pero obtiene tierras de los depósitos de sedimentos. Los efectos del aumento del nivel del mar y del acrecentamiento de la tierra en Bangladés son altamente regionales y abigarrados. La acumulación de tierra natural, emparejada con políticas específicas para asegurar tales tierras para el uso agrícola tiene el potencial de mitigar parcialmente los efectos de la tierra perdida.
Como país menos adelantados (PMA), Bangladés está exento de toda responsabilidad de reducir las emisiones de gases de efecto invernadero (GEI), que son la principal causa del calentamiento global. Pero últimamente este ha sido el pretexto para emitir mayores cantidades de emisiones en casi todos los sectores con menosprecio por el medio ambiente. Las grandes naciones industriales desarrolladas están emitiendo crecientes cantidades de gases de efecto invernadero (GEI). El país no puede ir muy lejos en su lucha con la reducción de las emisiones y la lucha contra el calentamiento global sin financiamiento de apoyo y ayuda de la comunidad internacional. Existen planes como el "plan de acción nacional sobre adaptación" (Napa) de 2005, y el "plan de acción y estrategia de Bangladesh para el cambio climático" (BCCSAP) de 2009.
EL plan "Bangladesh para el cambio climático" ( BCCSAP) establece que es necesario un enfoque integrado y la única forma de lograr la sostenibilidad es donde se persigue el desarrollo económico y social para la exclusión de la gestión de los desastres, ya que una de las principales calamidades destruirá cualquier ganancia socioeconómica. Se requiere reducir alrededor de 40-45 por ciento de las emisiones de GEI por 2020 y 90-95 por ciento por 2050, y se utilizan los niveles de concentración de GEI de 1990 como un punto de referencia. Con una mayor población y una rápida industrialización, Bangladés debería estar en su camino hacia el desarrollo de un camino de baja emisión de carbono, dado que inicialmente recibe un importante apoyo financiero y técnico de la comunidad internacional y las metas nacionales de crecimiento económico y desarrollo social no se ven obstaculizadas. Pero también es necesario un plan de corto plazo más holístico. Bangladés ha establecido el Fondo Fiduciario para el cambio climático de Bangladés (BCCTF) y el fondo de resiliencia para el cambio climático de Bangladés (BCCRF) por el que se asignan US$ 200 millones y se acumulan alrededor de US $114 millones, respectivamente. Se construyeron 3,000 refugios de ciclones con más de 40.000 voluntarios entrenados y 10.000 km de terraplenes.

### Ayudas extranjeras y financiación
Varios países se han comprometido a proporcionar fondos para la adaptación y la mitigación en los países en desarrollo, como Bangladés. El acuerdo comprometió hasta US $30 billones de financiamiento inmediato a corto plazo durante el período de 2010-2012 de desarrollo a los países en vías de desarrollar para apoyar su acción en la mitigación del cambio climático. Esta financiación está disponible para que los países en desarrollo construyan su capacidad de reducir las emisiones y responder a los impactos del cambio climático. Además, esta financiación se equilibrará entre la mitigación y la adaptación de la infraestructura en diversos sectores, entre ellos la silvicultura, la ciencia, la tecnología y el fomento de la capacidad. Además, el Acuerdo de Copenhague (COP 15) también compromete US $100 millones de financiación pública y privada por 2020, principalmente a los países en desarrollo.
Otra idea errónea es que este acuerdo desviará la financiación de la reducción de la pobreza. El sector privado solo contribuye con más del 85 por ciento de las inversiones actuales para una economía de bajo carbono. Para maximizar las futuras aportaciones de este sector, el sector público necesita superar las barreras políticas y burocráticas que el sector privado tiene que enfrentar hacia un futuro de bajo carbono.